# Cryptanthus
Cryptanthus és un gènere de la família botànica de les bromeliàcies, subfamília bromeliòidia. El nom del gènere prové del grec “cryptos” (amagat) i “anthos” (flor). Aquest gènere té dos subgèneres reconeguts: el subgènere tipus i Hoplocryptanthus Mez. Totes les espècies d'aquest gènere són endèmiques del Brasil.

## Taxonomia
| - Cryptanthus acaulis (Lindley) Beer - var. ruber hortus ex Beer - Cryptanthus alagoanus Leme & J.A. Siqueira - Cryptanthus arelii H. Luther - Cryptanthus argyrophyllus Leme - Cryptanthus bahianus L.B. Smith - Cryptanthus beuckeri E. Morren - Cryptanthus bibarrensis Leme - Cryptanthus bivittatus (Hooker) Regel - var. atropurpureus Mez - Cryptanthus bromelioides Otto & Dietrich - Cryptanthus burle-marxii Leme - Cryptanthus capitatus Leme - Cryptanthus caracensis Leme & E. Gross - Cryptanthus caulescens I. Ramírez - Cryptanthus colnagoi Rauh & Leme - Cryptanthus coriaceus Leme - Cryptanthus correia-araujoi Leme - Cryptanthus crassifolius Leme - Cryptanthus delicatus Leme - Cryptanthus diamantinensis Leme - Cryptanthus dianae Leme - Cryptanthus dorothyae Leme - Cryptanthus exaltatus H. Luther - Cryptanthus felixii J.A. Siqueira & Leme - Cryptanthus fernseeoides Leme - Cryptanthus fosterianus L.B. Smith - Cryptanthus giganteus Leme & A.P. Fontana - Cryptanthus glazioui Mez - Cryptanthus grazielae H. Luther - Cryptanthus incrassatus L.B. Smith - Cryptanthus lacerdae Antoine - Cryptanthus latifolius Leme - Cryptanthus lavrasensis Leme - Cryptanthus leopoldo-horstii Rauh | - Cryptanthus leuzingerae Leme - Cryptanthus lutherianus I. Ramírez - Cryptanthus lyman-smithii Leme - Cryptanthus marginatus L.B. Smith - Cryptanthus maritimus L.B. Smith - Cryptanthus microglazioui I. Ramírez - Cryptanthus minarum L.B. Smith - Cryptanthus odoratissimus Leme - Cryptanthus osiris W. Weber - Cryptanthus pickelii L.B. Smith - Cryptanthus praetextus E. Morren ex Baker - Cryptanthus pseudoglazioui Leme - Cryptanthus pseudopetiolatus Philcox - Cryptanthus pseudoscaposus L.B. Smith - Cryptanthus regius Leme - Cryptanthus reisii Leme - Cryptanthus reptans Leme & J.A. Siqueira - Cryptanthus roberto-kautskyi Leme - Cryptanthus ruthiae Philcox - Cryptanthus sanctaluciae Leme & L. Kollmann - Cryptanthus scaposus E. Pereira - Cryptanthus schwackeanus Mez - Cryptanthus seidelianus W. Weber - Cryptanthus sergipensis I. Ramírez - Cryptanthus sinuosus L.B. Smith - Cryptanthus teretifolius Leme - Cryptanthus tiradentesensis Leme - Cryptanthus ubairensis I. Ramírez - Cryptanthus vexatus Leme - Cryptanthus warasii E. Pereira - Cryptanthus warren-loosei Leme - Cryptanthus whitmanii Leme - Cryptanthus zonatus (Visiani) Beer - var. zonatus - forma viridis hortus ex Mez - forma fuscus (Visiani) Mez |